# Fridrich Karel Hesenský
Fridrich Karel Hesenský (německy Friedrich Karl Ludwig Konstantin von Hessen; finsky Fredrik Kaarle; 1. května 1868 Panker – 28. května 1940 Kassel) byl německý šlechtic a voják, na konci první světové války nakrátko také finský král (říjen až prosinec 1918). Nikdy však ani nevkročil na finskou půdu.

## Život

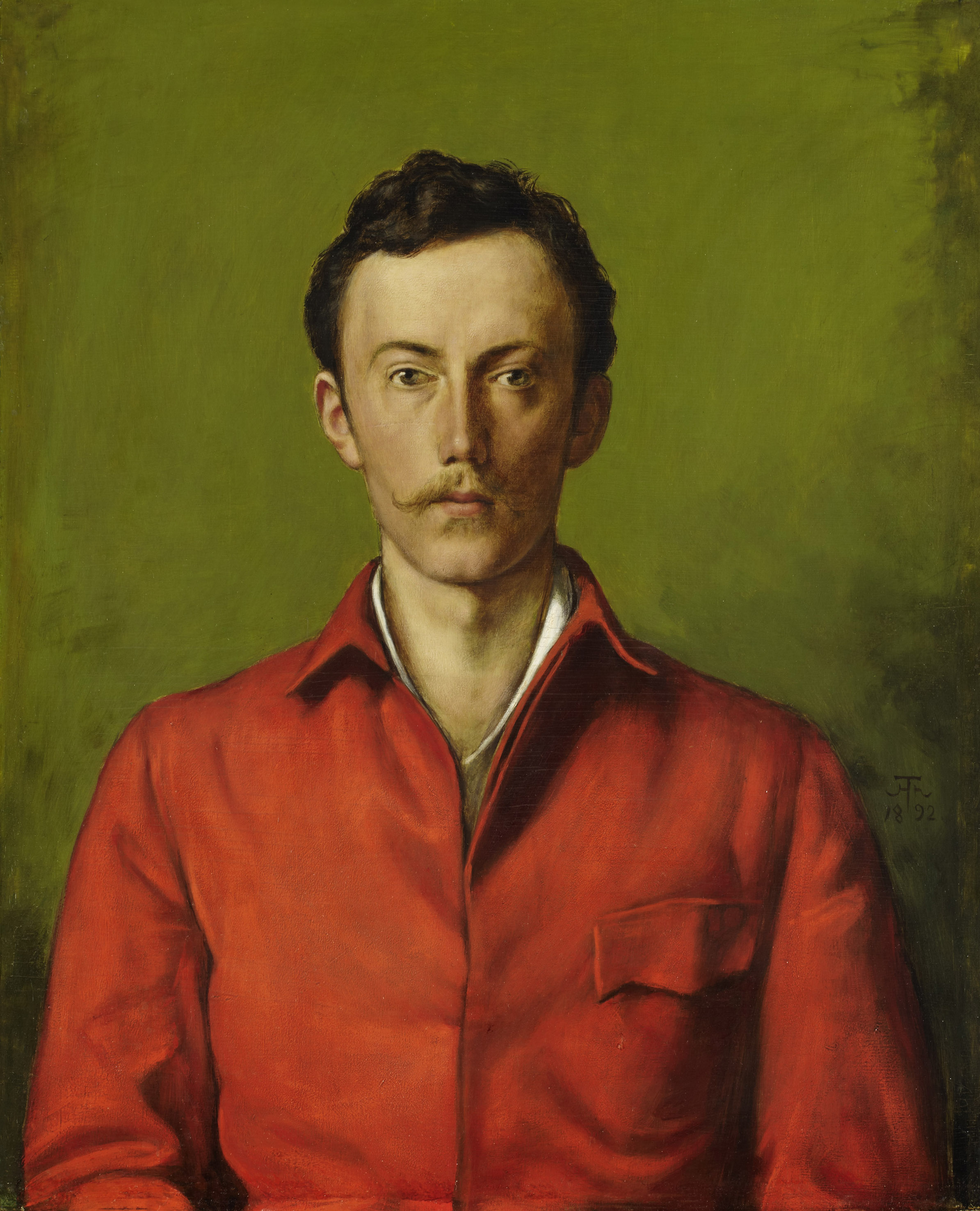
Fridrich Karel Hesenský
(Hans Thoma, 1892)

Fridrich Karel byl synem titulárního lankraběte Fridricha Viléma a jeho manželky Anny Pruské. Formálně by byl dědicem hesenského trůnu; Hesensko však bylo po prusko-rakouské válce v roce 1866 připojeno k Prusku. V roce 1891 byl Fridrich Karel zapleten do Kotzeovy aféry, skandálu, při němž byla řada členů císařského dvora anonymem obviněna z nemravnosti. V roce 1893 se oženil s Markétou Pruskou (1872–1954), nejmladší dcerou císaře Fridricha III. To z něj udělalo švagra německého císaře Viléma II.
Po říjnové revoluci vyhlásilo Finsko, které bylo do té doby ruským velkovévodstvím, 6. prosince 1917 nezávislost. Finský parlament 9. října 1918 – bez připuštění sociálních demokratů – zvolil Fridricha Karla králem. Legitimita voleb byla založena na švédské ústavě krále Gustava III. z roku 1772, na jejímž základě vládli ruští carové jako finští velkovévodové. V době královských voleb však bylo sporné, zda je takový proces na základě této ústavy legitimní. Přestože příslušné odstavce upravovaly volební postup v případě, že král zemřel bez nástupce, nestanovily výslovně, co dělat v případě, že smrtí vládce (v tomto případě cara Mikuláše II.) zanikla také monarchie.
Volba německého prince posílila vztahy s Německou říší, která během finské občanské války podporovala zejména finské antibolševické síly dodávkami zbraní a invazí do Helsinek. Rýsovala se tak možnost, že se Finsko fakticky stane německým satelitem. Podobný vývoj nastal také v pobaltských státech, kdy byl německý princ zvolen králem Litvy jako Mindaugas II. a bylo vytvořeno Německem ovládané Spojené baltského vévodství sestávajícího z Estonska a Lotyšska.
Fridrich Karel volbu nakonec nepřijal; na žádost Finska odpověděl dopisem, ve kterém zdvořile požádal o odklad, dokud nebude dosaženo konečného rozhodnutí. Po porážce Německa a zániku jeho monarchie se německý princ na finském trůnu už nejevil jako vhodný a Británie s Francií zvýšily tlak na Finsko, aby monarchii odmítlo. Na to zvolený král reagoval rezignací 14. prosince 1918. Ve stejné době Pehr Evind Svinhufvud odstoupil z funkce místodržitele a jeho nástupcem se stal Gustaf Mannerheim.

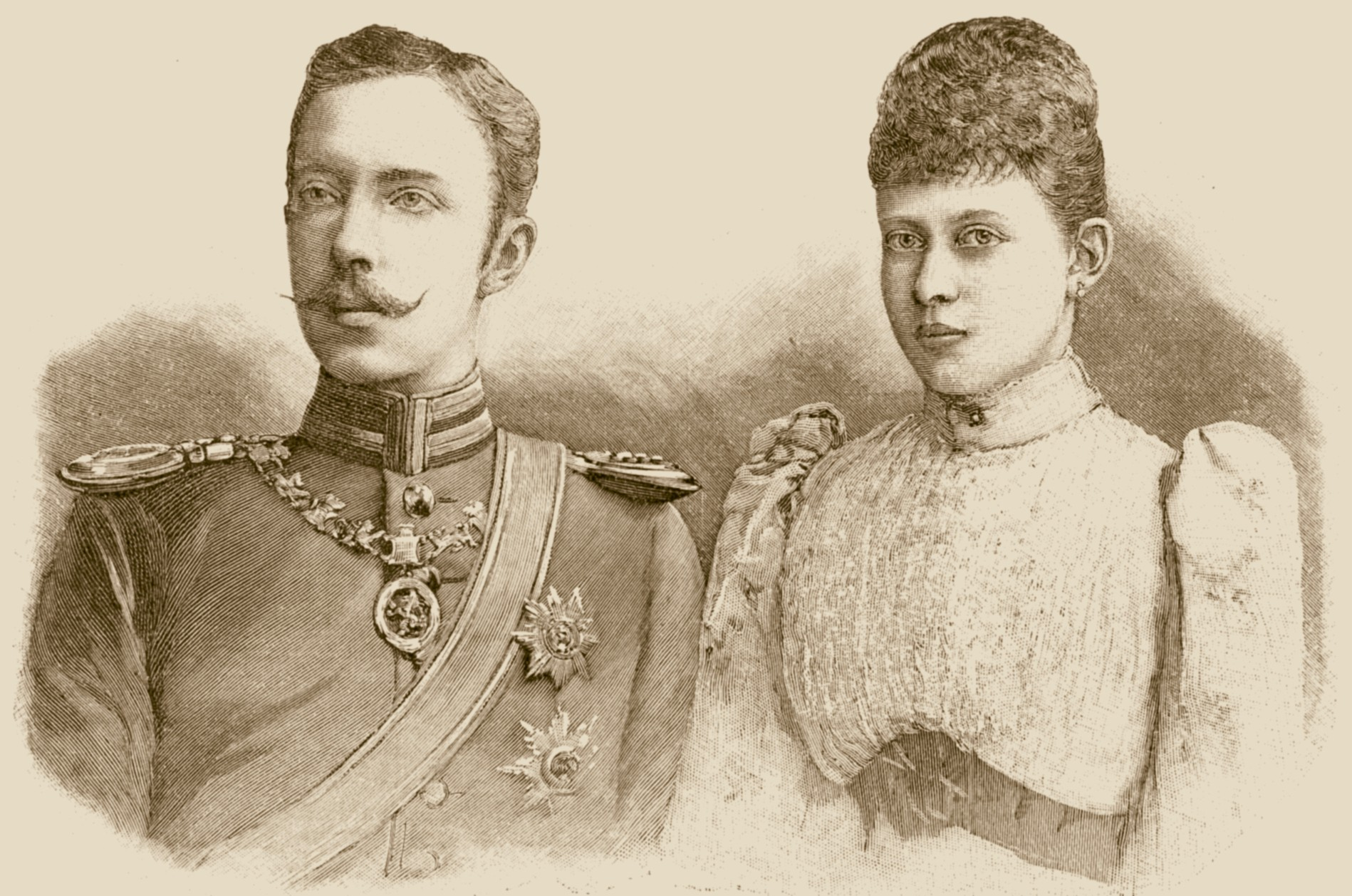
Fridrich Karel a jeho manželka Markéta

Po rezignaci jeho zrakově postiženého bratra Alexandra Fridricha (1863-1945) Fridrich Karel stal v roce 1925 hlavou rodu Hesenských. Zemřel v Kasselu v roce 1940 ve věku 72 let na pozdní následky zranění z první světové války a byl pohřben v kapli zámku Kronberg v Taunu.
Mezi šesti dětmi Fridricha Karla a jeho manželky Markéty byly dva páry dvojčat.
- 1. Fridrich Vilém Hesenský (23. 11. 1893 Frankfurt nad Mohanem – 15. 9. 1916 Negru Vodă), svobodný a bezdětný, padl v první světové válce na území Rumunska[3]
- 2. Maximilián Hesenský (20. 10. 1894 Offenbach am Main – 13. 10. 1914 Bailleul), svobodný a bezdětný, padl v první světové válce ve Francii[4]
- 3. Filip Hesenský (6. 11. 1896 Offenbach am Main – 25. 10. 1980 Řím), manž. 1925 Mafalda Marie Savojská (2. 11. 1902 Řím – 27. 8. 1944), zemřela v koncentračním táboře Buchenwald[5]
- 4. Wolfgang Hesenský (6. 11. 1896 Offenbach am Main – 12. 7. 1989 Frankfurt nad Mohanem), I. manž. 1924 Marie Alexandra Bádenská (1. 8. 1902 Salem – 29. 1. 1944 Frankfurt nad Mohanem), II. manž. 1948 Ottilie Moeller (24. 6. 1903 Frankfurt nad Mohanem – 4. 11. 1991 Kronberg im Taunus)[6][7]
- 5. Richard Hesenský (14. 5. 1901 Offenbach am Main – 11. 2. 1969 tamtéž), svobodný a bezdětný[8]
- 6. Kryštof Hesenský (14. 5. 1901 Frankfurt nad Mohanem – 7. 10. 1943 Forlì), SS-Oberführer, padl v Itálii během druhé světové války, manž. 1930 Sofie Řecká a Dánská (26. 6. 1914 Korfu – 3. 11. 2001 Mnichov)[9]

## Vývod z předků
|                         |                                          |  |                    |                                            |  |  |  |  |  |  |  | Fridrich II. Hesensko-Kasselský |
|                         |                                          |  |                    |                                            |  |  |  |  |  |  |  |                                 |
|                         | Fridrich Hesensko-Kasselský              |  |                    |                                            |  |  |  |  |  |  |  |                                 |
|                         |                                          |  |                    |                                            |  |  |  |  |  |  |  |                                 |
|                         |                                          |  |                    | Marie Hannoverská                          |  |  |  |  |  |  |  |                                 |
|                         |                                          |  |                    |                                            |  |  |  |  |  |  |  |                                 |
|                         | Vilém Hesensko-Kasselský                 |  |                    |                                            |  |  |  |  |  |  |  |                                 |
|                         |                                          |  |                    |                                            |  |  |  |  |  |  |  |                                 |
|                         |                                          |  |                    | Karel Vilém Nasavsko-Usingenský            |  |  |  |  |  |  |  |                                 |
|                         |                                          |  |                    |                                            |  |  |  |  |  |  |  |                                 |
|                         | Karolina Nasavsko-Usingenská             |  |                    |                                            |  |  |  |  |  |  |  |                                 |
|                         |                                          |  |                    |                                            |  |  |  |  |  |  |  |                                 |
|                         |                                          |  |                    | Karolina Felizitas Leiningensko-Dagsburská |  |  |  |  |  |  |  |                                 |
|                         |                                          |  |                    |                                            |  |  |  |  |  |  |  |                                 |
|                         | Fridrich Vilém Hesensko-Kasselský        |  |                    |                                            |  |  |  |  |  |  |  |                                 |
|                         |                                          |  |                    |                                            |  |  |  |  |  |  |  |                                 |
|                         |                                          |  |                    | Frederik V.                                |  |  |  |  |  |  |  |                                 |
|                         |                                          |  |                    |                                            |  |  |  |  |  |  |  |                                 |
|                         | Frederik Dánský                          |  |                    |                                            |  |  |  |  |  |  |  |                                 |
|                         |                                          |  |                    |                                            |  |  |  |  |  |  |  |                                 |
|                         |                                          |  |                    | Juliana Marie Brunšvická                   |  |  |  |  |  |  |  |                                 |
|                         |                                          |  |                    |                                            |  |  |  |  |  |  |  |                                 |
|                         | Luisa Šarlota Dánská                     |  |                    |                                            |  |  |  |  |  |  |  |                                 |
|                         |                                          |  |                    |                                            |  |  |  |  |  |  |  |                                 |
|                         |                                          |  |                    | Ludvík Meklenbursko-Zvěřínský              |  |  |  |  |  |  |  |                                 |
|                         |                                          |  |                    |                                            |  |  |  |  |  |  |  |                                 |
|                         | Žofie Frederika Meklenbursko-Zvěřínská   |  |                    |                                            |  |  |  |  |  |  |  |                                 |
|                         |                                          |  |                    |                                            |  |  |  |  |  |  |  |                                 |
|                         |                                          |  |                    | Šarlota Žofie Sasko-Kobursko-Saalfeldská   |  |  |  |  |  |  |  |                                 |
|                         |                                          |  |                    |                                            |  |  |  |  |  |  |  |                                 |
| Fridrich Karel Hesenský |                                          |  |                    |                                            |  |  |  |  |  |  |  |                                 |
|                         |                                          |  |                    |                                            |  |  |  |  |  |  |  |                                 |
|                         |                                          |  | Fridrich Vilém II. |                                            |  |  |  |  |  |  |  |                                 |
|                         |                                          |  |                    |                                            |  |  |  |  |  |  |  |                                 |
|                         | Fridrich Vilém III.                      |  |                    |                                            |  |  |  |  |  |  |  |                                 |
|                         |                                          |  |                    |                                            |  |  |  |  |  |  |  |                                 |
|                         |                                          |  |                    | Frederika Luisa Hesensko-Darmstadtská      |  |  |  |  |  |  |  |                                 |
|                         |                                          |  |                    |                                            |  |  |  |  |  |  |  |                                 |
|                         | Karel Pruský                             |  |                    |                                            |  |  |  |  |  |  |  |                                 |
|                         |                                          |  |                    |                                            |  |  |  |  |  |  |  |                                 |
|                         |                                          |  |                    | Karel II. Meklenbursko-Střelický           |  |  |  |  |  |  |  |                                 |
|                         |                                          |  |                    |                                            |  |  |  |  |  |  |  |                                 |
|                         | Luisa Meklenbursko-Střelická             |  |                    |                                            |  |  |  |  |  |  |  |                                 |
|                         |                                          |  |                    |                                            |  |  |  |  |  |  |  |                                 |
|                         |                                          |  |                    | Frederika Hesensko-Darmstadtská            |  |  |  |  |  |  |  |                                 |
|                         |                                          |  |                    |                                            |  |  |  |  |  |  |  |                                 |
|                         | Anna Pruská                              |  |                    |                                            |  |  |  |  |  |  |  |                                 |
|                         |                                          |  |                    |                                            |  |  |  |  |  |  |  |                                 |
|                         |                                          |  |                    | Karel August Sasko-Výmarsko-Eisenašský     |  |  |  |  |  |  |  |                                 |
|                         |                                          |  |                    |                                            |  |  |  |  |  |  |  |                                 |
|                         | Karel Fridrich Sasko-Výmarsko-Eisenašský |  |                    |                                            |  |  |  |  |  |  |  |                                 |
|                         |                                          |  |                    |                                            |  |  |  |  |  |  |  |                                 |
|                         |                                          |  |                    | Luisa Hesensko-Darmstadtská                |  |  |  |  |  |  |  |                                 |
|                         |                                          |  |                    |                                            |  |  |  |  |  |  |  |                                 |
|                         | Marie Sasko-Výmarsko-Eisenašská          |  |                    |                                            |  |  |  |  |  |  |  |                                 |
|                         |                                          |  |                    |                                            |  |  |  |  |  |  |  |                                 |
|                         |                                          |  |                    | Pavel I. Ruský                             |  |  |  |  |  |  |  |                                 |
|                         |                                          |  |                    |                                            |  |  |  |  |  |  |  |                                 |
|                         | Marie Pavlovna Romanovová                |  |                    |                                            |  |  |  |  |  |  |  |                                 |
|                         |                                          |  |                    |                                            |  |  |  |  |  |  |  |                                 |
|                         |                                          |  |                    | Žofie Dorota Württemberská                 |  |  |  |  |  |  |  |                                 |
|                         |                                          |  |                    |                                            |  |  |  |  |  |  |  |                                 |